# Paraíso (Los Santos)
Paraíso è un comune (corregimiento) della Repubblica di Panama situato nel distretto di Pocrí, provincia di Los Santos. Si estende su una superficie di 64,4 km² e conta una popolazione di 597 abitanti (censimento 2010).